# Министерство финансов Приднестровской Молдавской Республики
Министерство финансов Приднестровской Молдавской Республики — является исполнительным органом государственной власти, осуществляющим функции по выработке государственной политики и нормативно-правовому регулированию в бюджетной и налоговой сферах, управлении государственным долгом, в страховой деятельности, в сфере обращения драгоценных металлов и драгоценных камней, организации и проведении лотерей, осуществлении финансового, налогового, бюджетного и иного контроля в подведомственных сферах, а также финансового мониторинга и контроля в области финансовой деятельности органов государственной власти и управления Приднестровской Молдавской Республики, юридических и физических лиц.

## История
21 мая 1991 года на сессии Верховного Совета ПМССР путем принятия Постановления «О введении в действие Закона «О государственном бюджете ПМССР на 9 месяцев 1991 года» был утвержден проект первого бюджета молодой республики, который был сформирован в рекордный срок – всего за 10 дней. Проект обозначил основные направления финансово-экономической политики, поддержал реальный сектор экономики и бюджеты всех уровней, а также обеспечил общегосударственные и муниципальные программы развития республики. Ранее, 6 января 1991 года, Верховным Советом ПМССР принят Закон «О бюджетной системе».
Министерство финансов Приднестровья образовано 15 января 2007 года на основе Государственной налоговой службы Приднестровской Молдавской Республики, Государственной службы «Бюджетное управление Приднестровской Молдавской Республики», Государственного учреждения «Государственное казначейство Приднестровской Молдавской Республики». 

## Структура
- Руководство Министерства финансов
- Государственная налоговая служба
- Государственная бюджетная служба
- Государственная служба финансового и бюджетного контроля (надзора)
- Управление организационно-документационного обеспечения
- Управление информационного обеспечения
- Управление государственной службы и кадров[5][6]

### Министры
| № | ФИО                                   | Должность | Дата назначения | Дата освобождения | Примечания |
| - | ------------------------------------- | --------- | --------------- | ----------------- | --- |
| 1 | Мельник, Алексей Петрович             | министр   | январь 2007     | июль 2007         | |
| 2 | Молоканова, Ирина Ивановна            | министр   | июль 2007       | 24 января 2012    | Указ президента ПМР № ? «О назначении на должность министра финансов Приднестровской Молдавской Республики» |
| 3 | Гиржул, Елена Георгиевна              | министр   | 24 января 2012  | 29 декабря 2015   | Указ Президента ПМР № 42 «О назначении руководителей исполнительных органов государственной власти» |
| — | Неделков, Дмитрий Дмитриевич (и. о.)  | министр   | 29 декабря 2015 | 11 января 2016    | |
| 4 | Молоканова, Ирина Ивановна            | министр   | 11 января 2016  | 29 декабря 2017   | Указ Президента ПМР № 463 «О назначении министра финансов Приднестровской Молдавской Республики» |
| 5 | Кирова, Татьяна Петровна              | министр   | 1 января 2018   | 25 марта 2022     | Указ Президента ПМР от 29.12.2017 г. № 717 «О назначении на должность первого заместителя Председателя Правительства Приднестровской Молдавской Республики – министра финансов Приднестровской Молдавской Республики» |
| — | Рускевич, Алёна Александровна (и. о.) | министр   | 25 марта 2022   | 2 июня 2022       | |
| 6 | Рускевич, Алёна Александровна         | министр   | 2 июня 2022     |                   | Указ Президента ПМР от 02.06.2022 г. № 207 «О назначении на должность министра финансов Приднестровской Молдавской Республики»                                                                                        |